# Oskar Dähnhardt
Alfred Oskar Dähnhardt (n. 21 noiembrie 1870, Kiel, Regatul Prusiei – d. 25 aprilie 1915, Ieper, Flandra, Belgia) a fost un filolog german, specializat în filologie clasică și în germanistică.

## Biografie
Dähnhardt s-a născut în 1870 la Kiel, în familia judecătorului Heinrich Dähnhardt din Leipzig. A urmat cursurile de la Nikolaischule din Leipzig și a devenit Oberleutnant în Landwehr. Până în 1894 a studiat germanistica și filologia clasică la Universitatea Friedrich-Wilhelm din Berlin, la Universitatea din Leipzig și la Universitatea din Göttingen. După aceea, a obținut titlul de doctor în filologie.
El a devenit cunoscut în principal prin colectarea și publicarea de basme, legende și povești populare germane. Având în vedere scurta lui viață, Dähnhardt a lăsat un număr considerabil de lucrări. Pe site-ul editurii britanice Verlagsgruppe Pearson Dähnhardt este enumerat ca singurul culegător german de basme și unul dintre cei doar patru culegători principali de basme din secolul al XIX-lea.
Dähnhardt a lucrat ca profesor la Liceul internat Thomasschule din Leipzig în perioada 1896-1910 și rector al Liceului internat Nikolaischule din Leipzig în perioada 1910-1915.
Cea mai cunoscută creație populară culeasă de Dähnhardt este poemul umoristic Finster war’s, der Mond schien helle. Prima copie a poemului, al cărei autor este necunoscut, apare în colecția Volksthümliches aus dem Königreich Sachsen (1898) a lui Dähnhardt în care el a publicat texte culese pe când lucra la Thomasschule.
El a fost secretar al Deutsche Gesellschaft für Volkskunde (Asociația Societăților Germane de Folclor).
Dähnhardt a murit în 1915 pe frontul din Flandra. O stradă din Leipzig a fost numită ulterior, în anul 1929, Dähnhardtstraße (azi Anliegerstraße), primind numele germanistului.

## Scrieri
- Oskar Dähnhardt (1896): Griechische Dramen in deutschen Bearbeitungen von Wolfhart Spangenberg und Isaac Fröreisen. vol. 1 și 2.
- Oskar Dähnhardt (Hg., 1898): Volksthümliches aus dem Königreich Sachsen. Auf der Thomasschule gesammelt von Oskar Dähnhardt. Leipzig: Teubner, 1898.
- Oskar Dähnhardt (Hg., 1901): Heimatklänge aus deutschen Gauen. Leipzig: Teubner, 1901.
- Oskar Dähnhardt (1906): Beiträge zur vergleichenden Sagenforschung: I. Sintflutsagen. Zeitschrift des Vereins für Volkskunde, 16 (1906). 369–396.
- Oskar Dähnhardt (1903): Deutsches Märchenbuch. Leipzig, Teubner.
- Oskar Dähnhardt (Hg., 1907–12): Natursagen: Eine Sammlung naturdeutender Sagen, Märchen, Fabeln und Legenden. Leipzig, Berlin, B. G. Teubner. (reeditat în 1983: ISBN 978-3-487-07280-7).
- Oskar Dähnhardt (Hg., 1925): Naturgeschichtliche Volksmärchen.

## Legături externe
- Anke Diekmann: Dähnhardt, Oskar. In: Institut für Sächsische Geschichte und Volkskunde (Hrsg.): Sächsische Biografie.